# La emperatriz (álbum)
La emperatiz es el primer álbum de estudio autopublicado de la cantante española,  Rigoberta Bandini, que fue lanzado mundialmente el 7 de octubre de 2022. El álbum recoge los sencillos lanzados previos a su lanzamiento: «Too Many Drugs», «In Spain we call it soledad», «Perra», «Ay Mamá» y «Así Bailaba», está última con Amaia.

## Recepción crítica
La emperatriz, ha recibido críticas generalmente positivas. En el sitio web, Jenesaispop, le dio 8.5 de 10, basado en su evaluación del consenso crítico. Claudia Pérez de Mondosonoro escribió que La emperatriz, "se trata de un disco muy compacto y coherente, sin grandes contrastes en cuanto a sonido y temáticas. Es una gran oda al amor: por la música, por la familia, por la feminidad e incluso por la fe."
Ramón Fano, en Neo2, recorre La emperatriz, "como un viaje de 12 canciones. En todas gobierna ese sello de la artista catalana para deambular con toda naturalidad por los palacios del pop, la electrónica y el indie." Javier Villuenda, Fernando Rojo y David Morán, recogen en el periódico digital ABC, "Una oda bailable sobre la maternidad con constantes menciones a Sorrentino."

## Promoción

### Tour
Bandini, anunció vía redes sociales, una gira de promoción del álbum, llamada «Rigo Tour», que recorrería la geografía española durante los meses de octubre a diciembre de 2022. Comenzó el 11 de octubre en Alicante y terminará el 23 de diciembre en Zaragoza. El pasado 14 de octubre de 2022, consiguió reunir a más de 17.000 personas en el estadio Wizink Center de Madrid.

## Lista de canciones
Créditos adaptados del sitio web oficial y de Tidal.

| La emperatriz – Edición estándar |                               |                                                  |                                     |          |  |
| N.º                              | Título                        | Escritor(es)                                     | Productor(es)                       | Duración |  |
| 1.                               | «In Spain We Call it Soledad» | Paula Ribó González                              | Esteban Navarro Stefano Macarrone   | 3:07     |  |
| 2.                               | «Ay Mamá»                     | Esteban Navarro Paula Ribó González              | Esteban Navarro Stefano Macarrone   | 3:02     |  |
| 3.                               | «Perra»                       | Paula Ribó González                              | Esteban Navarro Stefano Macarrone   | 3:37     |  |
| 4.                               | «Canciones de Amor a Ti»      | Paula Ribó González                              | Esteban Navarro Paula Ribo González | 3:18     |  |
| 5.                               | «Julio Iglesias»              | Paula Ribó González                              | Esteban Navarro Stefano Macarrone   | 3:59     |  |
| 6.                               | «A Todos mis Amantes»         | Paula Ribó González                              | Santos&Fluren                       | 2:58     |  |
| 7.                               | «Así Bailaba (con Amaia)»     | Esteban Navarro Paula Ribó González Amaia Romero | Esteban Navarro Stefano Macarrone   | 3:29     |  |
| 8.                               | «Que Cristo Baje»             | Paula Ribó González                              | Esteban Navarro                     | 3:54     |  |
| 9.                               | «Tú y Yo»                     | Paula Ribó González                              | Javier Fernández Riverola           | 3:06     |  |
| 10.                              | «Too Many Drugs»              | Paula Ribó González                              | Santos&Fluren                       | 5:29     |  |
| 11.                              | «Que Vivir Sea un Jardín»     | Paula Ribó González                              | Esteban Navarro                     | 1:38     |  |
| 12.                              | «La Emperatriz»               | Esteban Navarro Paula Ribó González Fluren       | Esteban Navarro Santos&Fluren       | 3:08     |  |
| 41:38                            |                               |                                                  |                                     |          |  |

## Posicionamiento en listas
| Listas (2022)       | Mejor posición |
| ------------------- | -------------- |
| España (PROMUSICAE) | 5              |

## Certificaciones
| País   | Organismo certificador | Certificación | Ventas certificadas | Ref    |
| ------ | ---------------------- | ------------- | ------------------- | ------ |
| España | PROMUSICAE             | Oro           |                     | [ 12 ] |

## Historial de lanzamiento
| Región | Fecha                | Formato                          | Sello(s) discográfico(s) | Ref.   |
| ------ | -------------------- | -------------------------------- | ------------------------ | ------ |
| Varios | 7 de octubre de 2022 | CD descarga digital LP streaming | Autopublicado            | [ 13 ] |